# إيينفر الثاني
إيينفر الثاني ("الجميل قد أتى"؛ ويُكتب الاسم أيضًا إينفر) كان أميرًا في مصر القديمة، يُرجح أنه كان ابن الملك خوفو. سُمِّيَ على اسم عمه إيينفر الأول. كانت زوجة إيينفر الثاني هي نفرتكاو الثالثة؛ ومن المحتمل أنها كانت ابنة أخته، وأنجبا ابنًا واحدًا (أو اثنين) وابنة واحدة، نفرتكاو. كلا إيينفر وزوجته دُفِنا في المصطبة G 7820 في الجيزة.
تحتل العيون الكبيرة مركز الصدارة في نقوش مصطبة إيينفر الثاني.